# Luís Filipe I de França
Luís Filipe I (Paris, 6 de outubro de 1773 – Surrey, 26 de agosto de 1850), apelidado de "o Rei Cidadão" e "o Rei Burguês", foi Rei dos Franceses de 1830 até sua abdicação em 1848. Seu pai era Luís Filipe, Duque de Orleães, que havia apoiado a Revolução Francesa e mesmo assim acabou guilhotinado durante o Período do Terror. Luís Filipe foi declarado rei em 1830 depois de Carlos X ter sido forçado a abdicar.
Durando seu reinado, a França foi dominada por ricos burgueses e vários ex-oficiais napoleônicos. Ele seguiu políticas conservadoras a partir de 1840, especialmente sob a influência de François Guizot. Luís Filipe promoveu uma amizade com a Grã-Bretanha. Sua popularidade diminuiu e ele foi forçado a abdicar em fevereiro de 1848, vivendo o resto de sua vida em exílio no Reino Unido.

## Início de vida

### O oficial jacobino

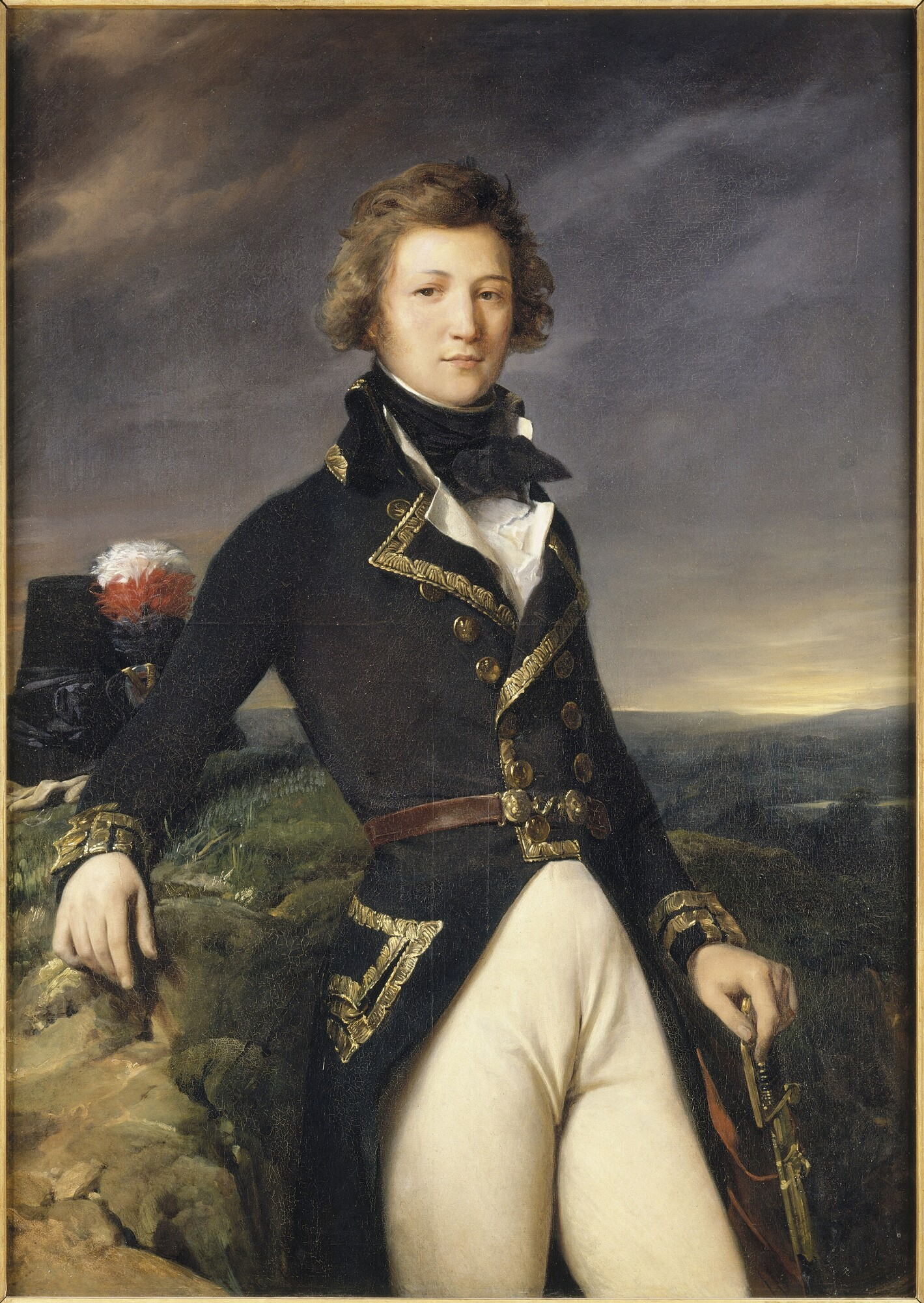
Luís Filipe, Duque de Chartres, em 1792 por Léon Cogniet.

Luís Filipe era o filho mais velho de Luís Filipe José de Bourbon-Orleães, duque de Chartres, e Adelaide de Bourbon-Penthièvre. Inicialmente denominado duque de Valois, ele se tornou duque de Chartres quando seu pai herdou o título de duque de Orleães em 1785. Com a eclosão da Revolução Francesa em 1789, Luís Filipe  se juntou ao grupo de nobres progressistas que apoiavam o governo revolucionário. Ele se tornou membro do Clube Jacobino em 1790 e, quando a França entrou em guerra com a Áustria em abril de 1792, ele se juntou ao Exército do Norte. Sua conduta exemplar nos primeiros combates das guerras revolucionárias francesas logo lhe rendeu a promoção ao comando de uma brigada. Em setembro de 1792, Luís Filipe tornou-se tenente-general na equipe do general François-Christophe Kellermann, e esteve presente na Batalha de Valmy (20 de setembro de 1792). Seu pai, enquanto isso, havia mudado seu nome para "Filipe Igualdade" (Philippe Égalité) e havia sido eleito para a Convenção Nacional em Paris. Luís Filipe serviu posteriormente sob Charles-François du Périer Dumouriez na Bélgica e esteve presente na vitória da Batalha de Jemappes (6 de novembro de 1792) e na derrota em Neerwinden (18 de março de 1793). Depois de Neerwinden, Luís Filipe se associou a Dumouriez na deserção da causa revolucionária e na obtenção de um acordo com os austríacos. No entanto, ele não colocou seus serviços à disposição dos inimigos da França. Em vez disso, ele foi para a Suíça, onde se juntou à sua irmã Adelaide, que havia ido para lá anteriormente. Apesar de ter votado pela execução de Luís XVI em janeiro de 1793, o pai de Luís Filipe foi preso em Paris após a deserção do filho.

### Exílio

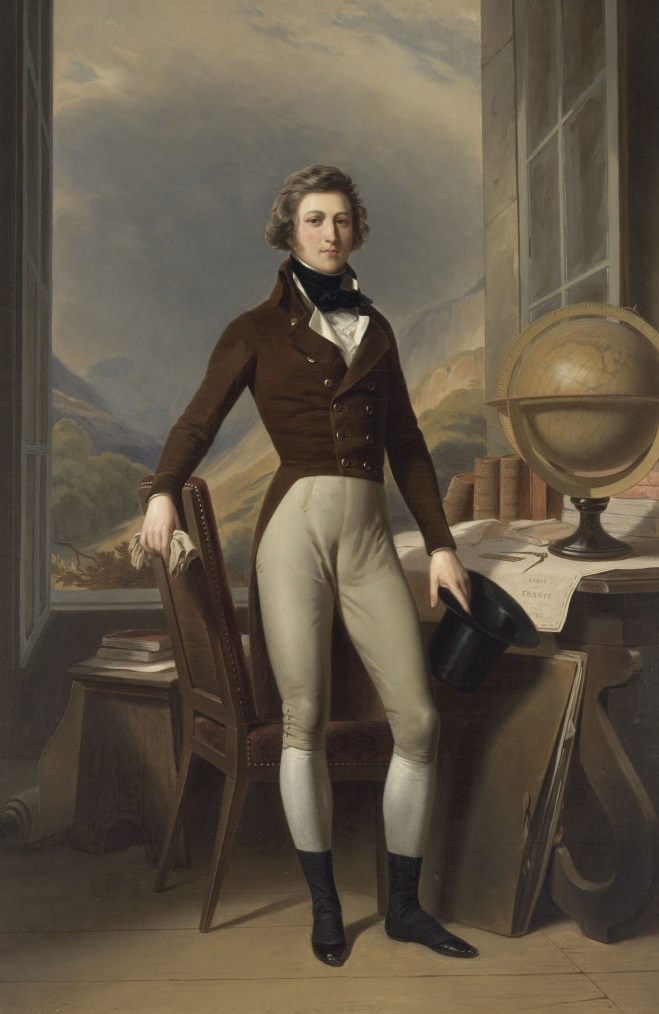
Luís Filipe em seu exílio, quando lecionou na faculdade de Reichenau.

Por um tempo, o refugiado Luís Filipe lecionou na faculdade de Reichenau, no cantão de Graubünden (Grisões), usando o nome falso de Chabaud de la Tour. A execução de Philippe Égalité em novembro de 1793 fez de Luís Filipe o duque de Orleães e ele se tornou o centro das intrigas orleanistas. Ele se recusou a aceitar qualquer plano de se estabelecer como rei na França, no entanto, possivelmente porque estava negociando com os revolucionários a libertação de seus dois irmãos, o duque de Montpensier e o conde de Beaujolais, que haviam sido presos ao mesmo tempo que seu pai. Luís Filipe viajou pela Escandinávia por cerca de um ano (1795–96). Ele então navegou para os Estados Unidos e se estabeleceu na Filadélfia, onde em fevereiro de 1797 foi acompanhado por seus irmãos. Eles passaram mais de dois anos na América do Norte, até que, ao ouvir sobre o Golpe de Napoleão Bonaparte de 18–19 Brumário (9–10 de novembro de 1799), Luís Filipe decidiu retornar à Europa. Quando ele e seus irmãos chegaram à Inglaterra no início de 1800, o poder do primeiro cônsul estava tão bem estabelecido que não havia esperança de intervir na França. Em vez disso, a casa de Orleães se reconciliou com o ramo mais velho da família Bourbon. Mesmo assim, Luís Filipe nunca pegou em armas para lutar com forças emigradas pela causa monarquista contra outros franceses, como os príncipes de Condé fizeram. Talvez Luís XVIII desconfiasse demais do filho de Philippe Égalité para permitir que ele tivesse qualquer contato próximo com as tropas francesas, ou talvez o próprio Luís Filipe simplesmente preferisse permanecer com seus irmãos, que desenvolveram tuberculose (Montpensier morreu em 1807, Beaujolais em 1808).
Em 1809, após uma longa residência em Twickenham, em Middlesex, Inglaterra, Luís Filipe foi se juntar à família real napolitana em Palermo, na Sicília. Em 25 de novembro, ele se casou com Maria Amélia, filha do rei Fernando IV de Nápoles e Maria Carolina da Áustria. Nessa época, houve alguma sugestão de que Luís Filipe deveria se juntar às forças inglesas na Guerra Peninsular. Maria Carolina — que detinha o poder real em Nápoles e cuja irmã Maria Antonieta havia sido executada pelo governo revolucionário francês — há muito tempo apoiava a campanha contra os exércitos revolucionários e Napoleão. Ela certamente teria apoiado tal movimento de seu genro, mas nada aconteceu, provavelmente porque Luís XVIII novamente temeu qualquer atividade que pudesse promover a causa orleanista.

## A restauração Bourbon
Sob a restauração Bourbon, o duque de Orleães foi um adepto firme e mais ou menos aberto da oposição liberal, entretendo seus deputados e jornalistas mais proeminentes no Palácio Real e dando patrocínio aberto ao jornal de oposição Le Constitutionnel, bem como apoio tácito ao órgão mais radical e orleanista Le National (fundado em janeiro de 1830). Ele pode ter tido conhecimento de várias conspirações contra o regime, como a de Jean-Paul Didier em Grenoble em 1816. Enquanto isso, ele enviou seus filhos para serem educados no Collège Henri IV em Paris em vez de empregar tutores particulares como era costume entre a nobreza; ele era um membro do comitê filalénico de Paris; e, acima de tudo, ele estava ocupado em recuperar e restaurar as propriedades e propriedades que pertenciam à sua família antes da Revolução. Embora a indenização concedida em 1825 aos emigrantes por propriedades apreendidas durante a Revolução tenha sido contestada por seus amigos políticos, o duque de Orleães foi um de seus principais beneficiários e acrescentou vários milhões de francos à sua fortuna. Mesmo assim, ele teve que sustentar seis filhos e três filhas. Assim, ele ficou feliz em ajudar a baronesa de Feuchères a ganhar reconhecimento na corte em troca de seus serviços em persuadir seu amante, o último príncipe de Condé, a fazer do filho de Luís Filipe, Henrique, duque de Aumale, seu legatário residual. Mais tarde, quando Luís Filipe se tornou rei e seu filho mais velho, Fernando Luís Filipe, era herdeiro do domínio real, ele poderia reservar a herança de Orleães para seus outros filhos em vez de mesclá-la com as terras da coroa.

## A Revolução de Julho

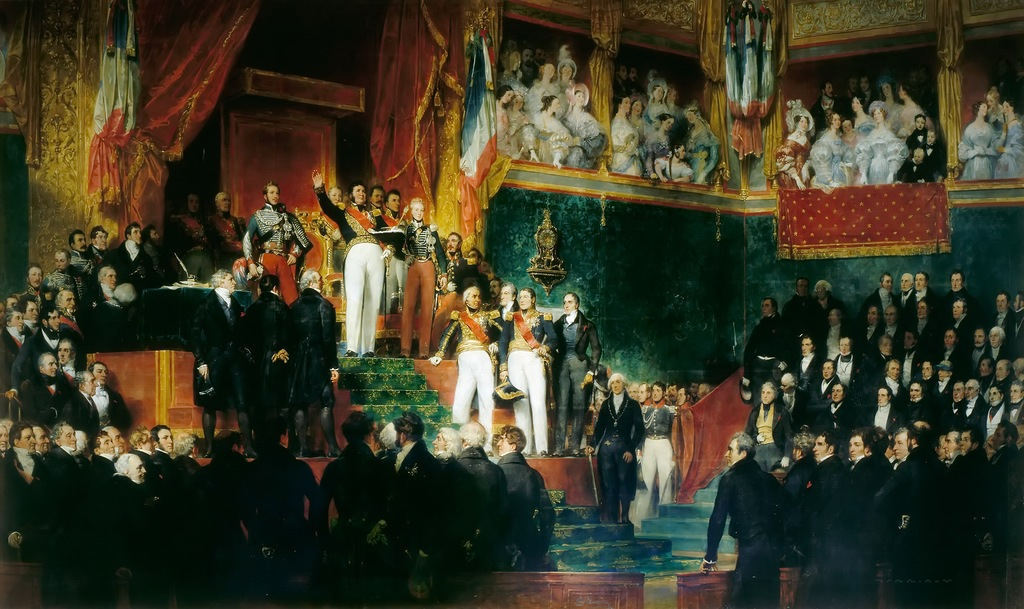
Luís Filipe prestando juramento à Constituição de 1830 em 9 de agosto de 1830.

Em 1830, a tentativa de Carlos X de impor ordenanças repressivas desencadeou uma rebelião (27 a 30 de julho) que deu a Luís Filipe sua tão esperada oportunidade de ganhar poder. Durante os dias de crise, ele se manteve longe tanto da corte em Saint-Cloud quanto dos revolucionários em Paris, esperando primeiro em seu castelo em Neuilly e depois em Le Raincy, onde ele estava em menor perigo de prisão repentina pela guarda do rei. No final de 30 de julho, ele foi para Paris. Na manhã seguinte, envolto na bandeira tricolor amada por republicanos e bonapartistas, Orleães foi ao Hôtel de Ville (Prefeitura), onde foi abraçado pelo marquês de Lafayette, comandante da guarda nacional e o herói veterano da oposição liberal. Enquanto isso, os deputados da legislatura existente o elegeram tenente-general do reino (31 de julho). Carlos X confirmou-o nesta nomeação dois dias depois, antes de abdicar em favor de seu neto de 10 anos, Henri Deodato d'Artois, conde de Chambord. Em 7 de agosto, o governo provisório de deputados e pares presentes em Paris declarou o trono vago. Seguindo a terminologia da Constituição de 1791, Luís Filipe foi em 9 de agosto proclamado "rei dos franceses pela graça de Deus e pela vontade do povo". Uma versão modificada da Constituição Francesa de 1814 foi emitida, que o novo rei foi obrigado a aceitar.

## Rei dos Franceses

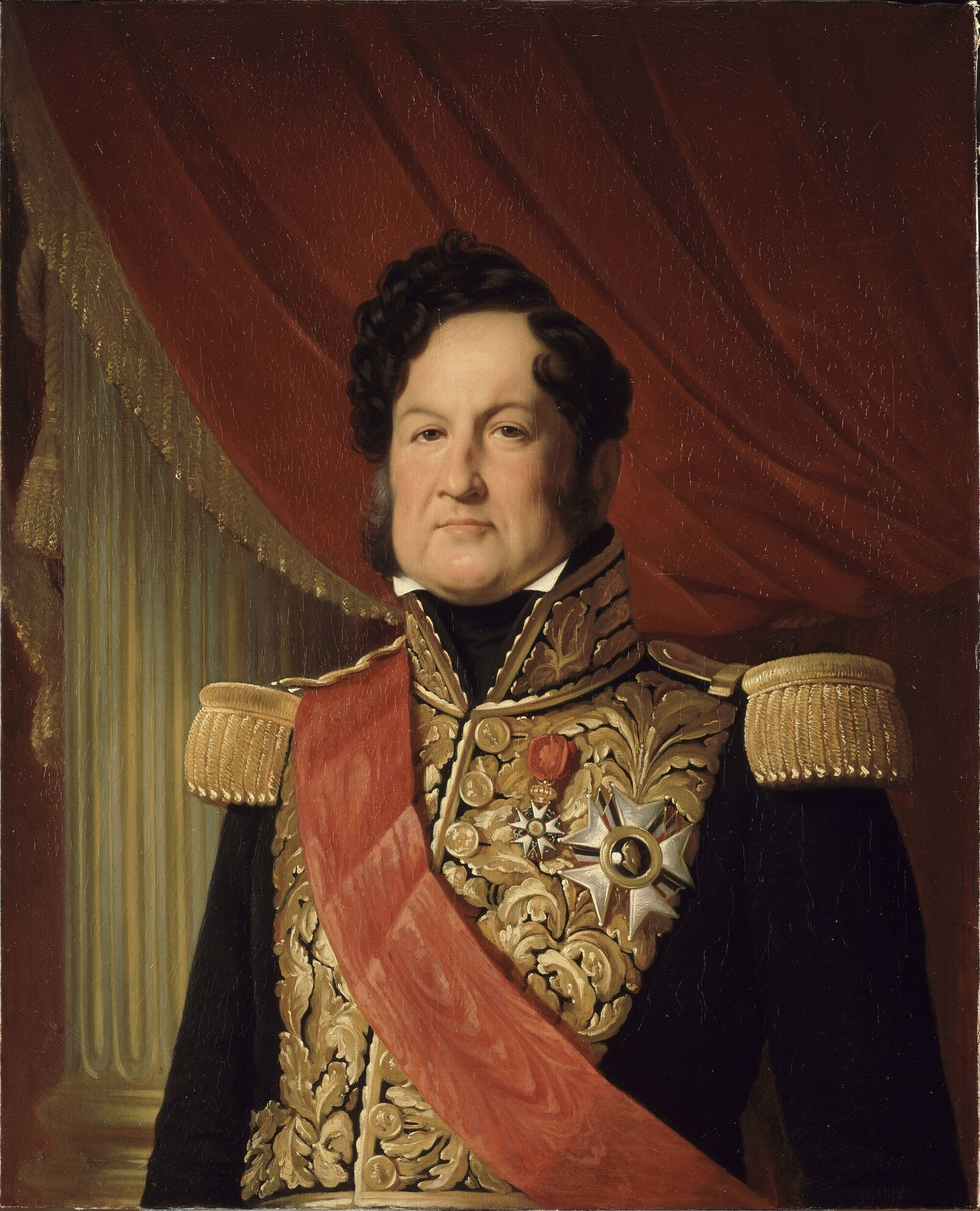
Retrato do rei Luís Filipe, em 1838 por Louise Adélaïde Desnos.

A revolução que levou Luís Filipe ao poder constituiu uma vitória da alta burguesia sobre a aristocracia. O novo governante foi intitulado Luís Filipe, rei dos franceses, em vez de Filipe VII, rei da França. Ele consolidou seu poder ao conduzir um curso intermediário entre os monarquistas de extrema direita (os legitimistas) de um lado e os socialistas e outros republicanos (incluindo os bonapartistas) do outro. A Monarquia de Julho, com seu "Rei Cidadão", nunca conseguiu comandar o apoio de todas as facções, no entanto. Seus oponentes recorreram a intrigas políticas, insurreições e até mesmo conspirações de assassinato. Em julho de 1835, uma tentativa de assassinato do rei por Giuseppe Fieschi resultou na morte de 18 pessoas e no ferimento de muitas outras, mas a família real escapou ilesa. Durante todo o reinado de Luís Filipe, foi dito que "para atirar em reis não há temporada de caça".
No entanto, Luís Filipe demonstrou crescente determinação em fortalecer seu próprio controle sobre os assuntos. O Partido da Resistência — que queria manter a nova ordem e evitar novos desenvolvimentos radicais — assumiu o poder com Casimir Périer em março de 1831. Luís Filipe proclamou em seu discurso do trono que "a França desejava que a monarquia se tornasse nacional; não deseja que ela fosse impotente". A agitação republicana e socialista, culminando em uma série de levantes perigosos em Lyon em novembro de 1831 e Paris em junho de 1832, permitiu que o rei se representasse como defensor dos interesses da classe média. Como somente as classes médias estavam representadas na assembleia, Luís Filipe passou a considerar sua posição inatacável.
A natureza da oposição que ele encontrou em casa serviu para conciliar a opinião no exterior, onde este "rei das barricadas" a princípio foi considerado um usurpador. As cortes russa e austríaca, no entanto, nunca realmente superaram suas dúvidas sobre ele. Os austríacos, por exemplo, se recusaram a dar a arquiduquesa Maria Teresa (uma sobrinha do imperador Francisco I) em casamento ao filho de Luís Filipe, Fernando Filipe, agora duque de Orleães e herdeiro do trono. Em 1837, Luís Filipe teve que aceitar como nora a princesa Helena de Mecklemburgo, que assim se tornou o primeiro membro protestante da família real francesa em mais de 300 anos. A morte do popular duque de Orleães em um acidente de carruagem em julho de 1842 não apenas entristeceu Luís Filipe profundamente, mas também enfraqueceu seriamente a dinastia. O novo herdeiro do trono, o filho do duque, Filipe de Orleães, conde de Paris, era uma criança para quem uma regência teve que ser pré-arranjada.

### Relação com a Grã-Bretanha

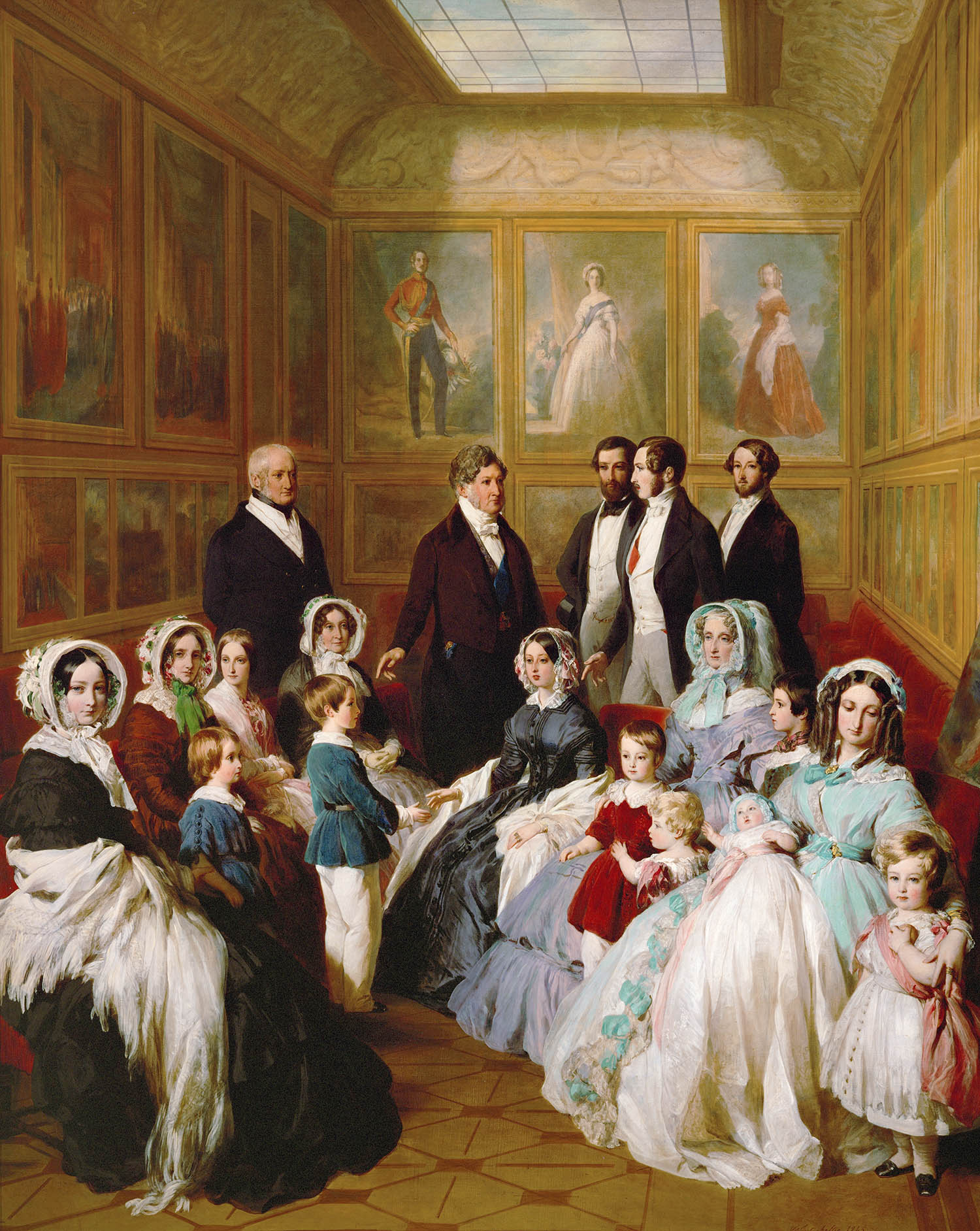
Rainha Vitória e o príncipe Alberto com a família do rei Luís Filipe durante a visita da monarca em 1843.

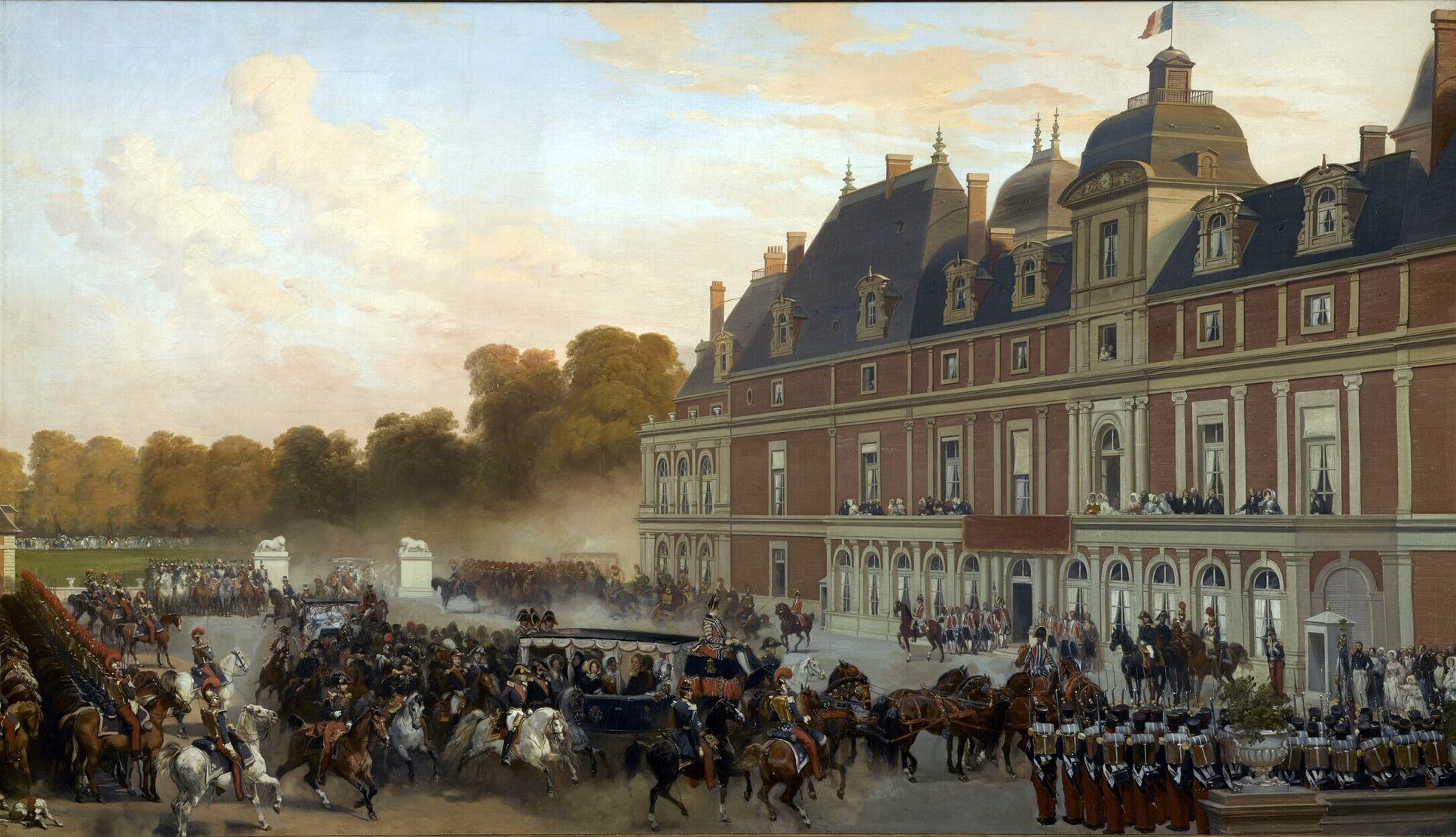
A chegada da rainha Vitória ao Castelo d'Eu durante sua visita em 1843.

É difícil avaliar os motivos por trás da mudança de atitude do rei em relação à Grã-Bretanha. O casamento (agosto de 1832) de sua filha Maria Luísa com o tio da rainha Vitória, Leopoldo I, rei dos belgas, estabeleceu um excelente relacionamento entre Paris e Londres, quase prenunciando a Entente Cordiale. Isso foi posto em perigo em 1840, quando o ministro das Relações Exteriores francês, Adolphe Thiers, apoiou o paxá egípcio Muḥammad ʿAlī na disputa entre a Turquia e o Egito. A postura agressiva que Thiers adotou quase levou à guerra com a Grã-Bretanha, mas François Guizot, que sucedeu Thiers, conseguiu reparar a brecha. A rainha Vitória e o príncipe Alberto visitaram o rei no Castelo d'Eu em 1843 e 1845, e Luís Filipe cruzou o Canal da Mancha para uma estadia de uma semana em Windsor em 1844. A viagem de Luís Filipe marcou o primeiro encontro entre monarcas franceses e britânicos em solo inglês em cerca de 500 anos.

#### O caso dos casamentos espanhóis
Os britânicos foram finalmente alienados pela política de Luís Filipe sobre os "casamentos espanhóis". Em uma tentativa de reviver a aliança familiar tradicional entre os Bourbons franceses e espanhóis, ele queria a princípio que seus filhos Henrique de Orleães, duque de Aumale e Antônio, duque de Montpensier, se casassem com a rainha espanhola Isabel II e sua irmã e herdeira presuntiva, a infanta Luísa Fernanda, respectivamente. Os britânicos se opuseram a essa ameaça óbvia de predominância francesa na Espanha e, em 1843, Luís Filipe concordou que Isabel não deveria se casar nem com Henrique nem com o indicado britânico, o primo do príncipe Alberto, o príncipe Leopoldo de Saxe-Coburgo, mas sim com algum Bourbon espanhol. Além disso, foi considerado que o casamento de Antônio com Luísa não deveria ocorrer até que Isabel produzisse um herdeiro ou herdeira aparente. Consequentemente, o governo britânico ficou furioso com a duplicidade francesa quando, em 10 de outubro de 1846, Antônio se casou com Luísa ao mesmo tempo que Isabel se casou com Francisco de Assis de Bourbon, um primo que supostamente era incapaz de ter filhos.
Nessa época, a oposição francesa ao regime havia se tornado muito mais amarga. A depressão industrial e agrícola de 1846 despertou descontentamento popular generalizado, e a recusa constante de Luís Filipe de qualquer reforma eleitoral significou que muitos membros da classe média baixa — de quem ele ainda poderia ter obtido apoio — permaneceram sem o voto. Finalmente, seu conservadorismo tacanho e sua relutância em buscar qualquer solução para problemas políticos e sociais urgentes levaram muitos interesses divergentes à união contra ele.

## A Revolução de 1848

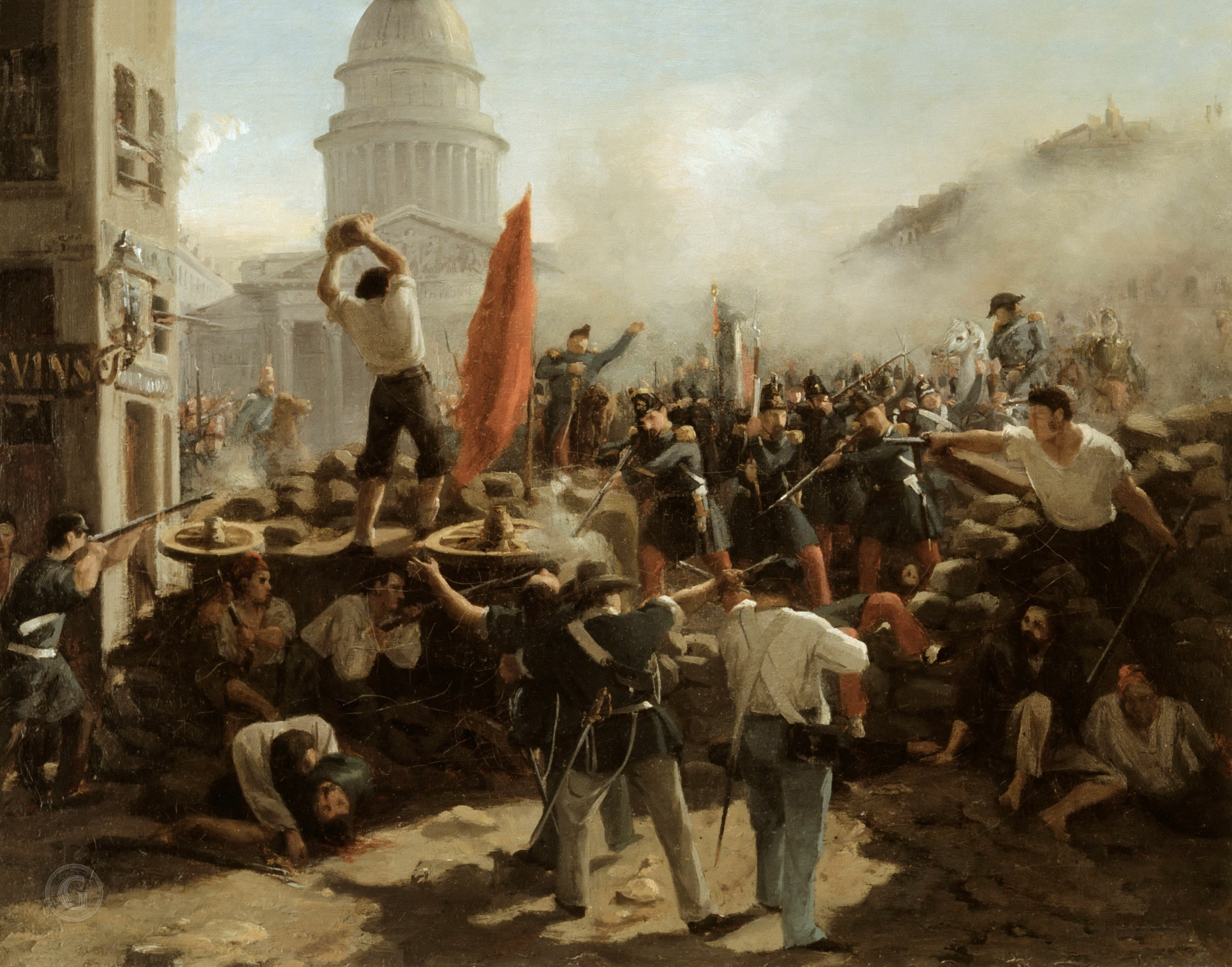
Barricadas nas ruas de Paris durante a Revolução francesa de 1848.

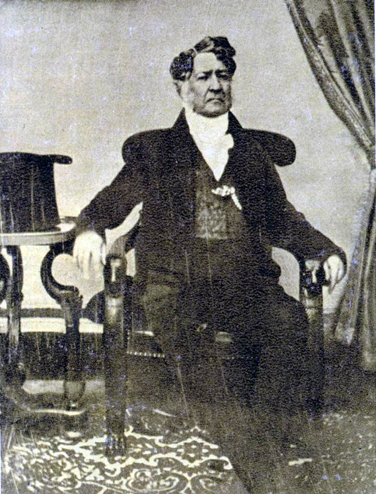
Fotografia de Luís Filipe no exílio, em 1842.

A Monarquia de Julho foi apenas uma vítima do grande movimento revolucionário que varreu a Europa em 1848. Em todo caso, uma mudança parecia inevitável na França. Diante da chamada "campanha de banquetes", iniciada em 1847 por aqueles que desejavam a reforma parlamentar, Luís Filipe e seu ministro Guizot permaneceram inertes. Diante da insurreição, Luís Filipe abdicou em 24 de fevereiro de 1848, em favor de seu neto, o conde de Paris. Com a rainha Maria Amélia, ele escapou para Honfleur e dali para a Inglaterra. Incógnitos como conde e condessa de Neuilly, eles se estabeleceram em Claremont, uma propriedade em Surrey colocada à disposição deles pela rainha Vitória. Foi lá que Luís Filipe morreu em agosto de 1850.

## Historiografia
A Monarquia de Julho foi realmente um anacronismo. No início, ele era muito amado e chamado de "Rei Cidadão" e "monarca burguês", mas sua popularidade sofreu, pois seu governo foi percebido como cada vez mais conservador e monárquico. Para o povo francês — para quem, quer favorecessem ou não a instituição, a monarquia significava os esplendores e o absolutismo do Antigo Regime — o espetáculo de um soberano que andava desacompanhado pelas ruas, vestido com um terno burguês sóbrio e carregando um guarda-chuva enrolado e que apertava as mãos de seus súditos despertava desprezo. A determinação de Luís Filipe em acumular propriedades e riquezas também poderia ser satirizada como uma qualidade burguesa, e poucos que a criticavam sabiam de sua generosidade privada para com indivíduos e causas de caridade. Ele enfrentou com grande coragem as frequentes tentativas feitas contra sua vida, mostrando a mesma firmeza que o trouxe através de muitas vicissitudes até o trono. No poder, Luís Filipe se esforçou para implementar seu desejo de governar, bem como reinar. As dificuldades políticas com as quais ele se deparou revelaram nele as fraquezas de um homem obstinado; cada vez mais, sua única resposta às crises eram palavras e teorias, e, no final das contas, a inação fez com que ele perdesse a coroa.

## Descendência

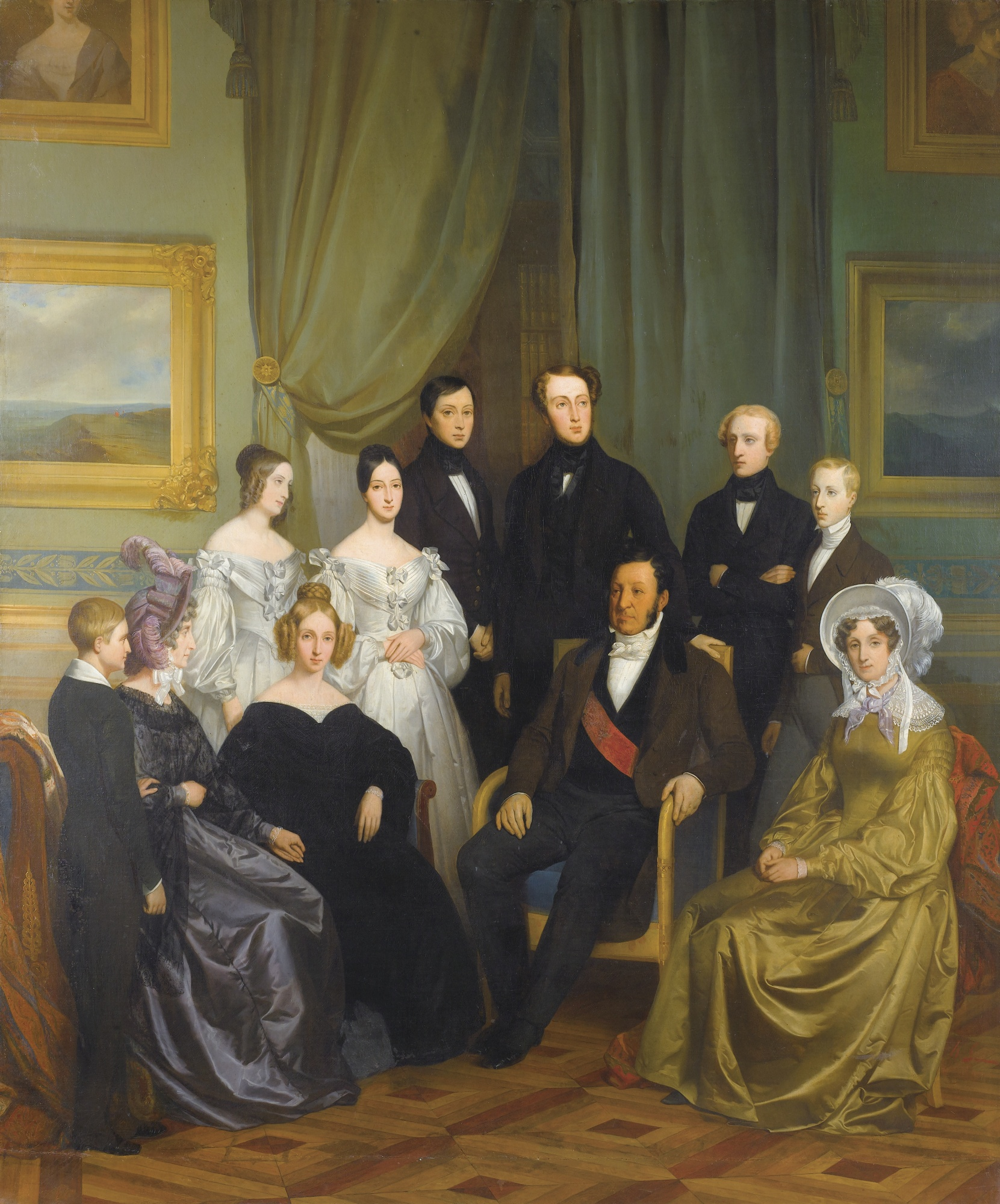
A família do rei Luís Filipe.

Luís Filipe I casou-se com a princesa Maria Amélia das Duas Sicílias, de quem teve os seguintes filhos:
- Fernando Filipe (1810–1842), Duque d'Orleães, casou-se com a duquesa Helena de Mecklemburgo-Schwerin;
- Luísa Maria (1812–1850), casou-se com o rei Leopoldo I da Bélgica;
- Maria (1813–1839), casou-se com o duque Alexandre de Württemberg;
- Luís (1814–1896), Duque de Némours, casou-se com a princesa Vitória de Saxe-Coburgo-Koháry;
- Francisca (1816–1818), morreu na infância;
- Clementina (1817–1907), casou-se com o príncipe Augusto de Saxe-Coburgo-Gota;
- Francisco (1818–1900), Príncipe de Joinville, casou-se com a princesa Francisca do Brasil;
- Carlos, Duque de Penthièvre (1820–1828), morreu na infância;
- Henrique (1822–1897), Duque de Aumale, casou-se com a princesa Carolina Augusta das Duas Sicílias;
- Antônio (1824–1890), Duque de Montpensier, casou-se com a infanta Luísa Fernanda da Espanha.